# Wiktor Nikolajewitsch Oparin
Wiktor Nikolajewitsch Oparin (russisch Виктор Николаевич Опарин; * 10. Dezember 1951 in Mogson, Oblast Tschita; † 24. November 2023) war ein russischer Geophysiker.

## Leben
Oparin studierte 1969–1974 an der geologisch-geophysikalischen Fakultät der Universität Nowosibirsk (NGU). Darauf arbeitete er im Institut für Bergbauangelegenheiten d. h. Bergwissenschaften (IGD) der Sibirischen Abteilung (SO) der Akademie der Wissenschaften der UdSSR (AN-SSSR, seit 1991 Russische Akademie der Wissenschaften (RAN)) in Nowosibirsk. 1976–1978 war er Aspirant bei Michail Michailowitsch Lawrentjew im Rechenzentrum der AN-SSSR in Moskau (2015 nach Anatoli Alexejewitsch Dorodnizyn benannt).
Oparin kehrte anschließend ins IGD zurück und wurde 1985 Leiter des Laboratoriums für Bergbau-Geophysik. 1988 wurde er zum Doktor der physikalisch-mathematischen Wissenschaften promoviert. 1997 wurde er zum Korrespondierenden Mitglied der RAN gewählt. 1998 wurde er Vizedirektor für die wissenschaftliche Arbeit und 2003 Direktor des IGD als Nachfolger Michail Wladimirowitsch Kurlenjas. 2008 wurde er zum Professor ernannt. 2013 schied Oparin aus dem Amt des Direktors des IGD, das seit 2010 Nikolai Andrejewitsch Tschinakals Namen trägt, und der Kandidat der technischen Wissenschaften Andrei Sergejewitsch Kondratenko wurde Leiter des IGD. Seit 2014 leitete Oparin die Abteilung für experimentelle Geomechanik des IGD.
Im Mittelpunkt der wissenschaftlichen Arbeit standen die Spannungszustände in Gesteinsblöcken, ihre Messung und ihre Auswirkungen. Schwerpunkte wurden die dynamischen Effekte von Erdbeben, Gebirgsschlägen und Explosionen auf Gesteinsreaktionen, die Selbstorganisation von Geomaterialien mit Bildung zellulärer Strukturen, die akustischen Signale von Katastrophenereignissen und die nichtlinearen elastischen Wellen.

## Ehrungen, Preise
- Medaille des Verdienstordens für das Vaterland (2007)[9]
- Ehrendiplom der Regierung der Russischen Föderation (2009)[10]